# Glen Campbell

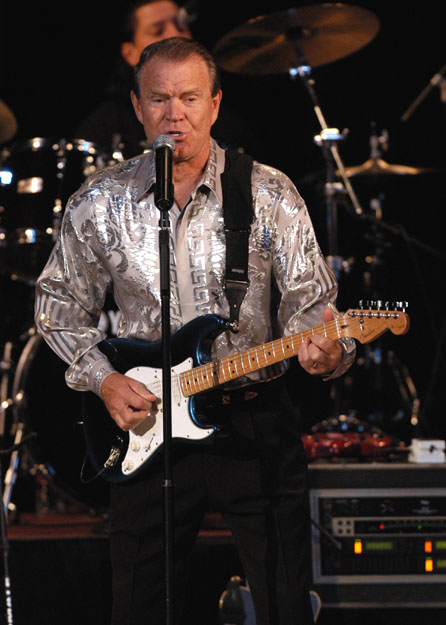
Glen Campbell, 2004

Glen Travis Campbell ('glɛn 'kæmbəɫ; * 22. April 1936 in Delight; † 8. August 2017 in Nashville) war ein US-amerikanischer Country-Sänger und Gitarrist. Er konnte in seiner langen Karriere über das Genre Country hinaus zahlreiche Erfolge vorweisen und verkaufte über 45 Millionen Alben. Zu seinen erfolgreichsten Songs zählen Rhinestone Cowboy, Gentle on My Mind und Southern Nights. Gelegentlich war er auch als Schauspieler tätig.

## Leben

### Anfänge
Glen Campbell wurde 1936 in Delight in Arkansas geboren. Er lernte als jugendlicher Autodidakt Gitarre spielen, ohne Noten lesen zu können. Mit 18 trat er den Western Wranglers bei und ging mit ihnen auf Tournee. 1958 siedelte er nach Los Angeles über und begann als Studiomusiker zu arbeiten. In wenigen Jahren wurde Campbell zu einem der meistgebuchten und bestbezahlten Studiomusiker von Los Angeles innerhalb einer Gruppe von Musikern, die The Wrecking Crew genannt wurde. Er arbeitete für Elvis Presley, Frank Sinatra, Dean Martin, die Beach Boys, die Monkees und viele weitere Größen dieser Zeit. Nebenbei veröffentlichte er einige Alben und Singles, die allerdings wenig Erfolg hatten. Seine erste LP hieß Big Bluegrass Special und erschien 1962.
1964 und Anfang 1965 ging Campbell mit den Beach Boys auf Tournee und ersetzte Brian Wilson, der sich dem Auftrittsstress entziehen wollte. Campbell war hierfür besonders geeignet, da er die Stücke der Beach Boys bereits im Studio eingespielt hatte und auch Wilsons hohe Falsettstimme singen konnte. Das Angebot, in die Band einzusteigen, lehnte er allerdings ab, da er als Studiomusiker mehr Geld verdienen konnte und zudem von einer Karriere als Solist träumte. Zum Dank für den sehr kurzfristigen Ersatzdienst schrieb und produzierte Wilson einige Lieder für Campbell, darunter Guess I’m Dumb. Dem Song, in dessen Backing Vocals Wilson selbst und The Honeys zu hören waren, blieb der Sprung in die Charts verwehrt.
Im August 1966 buchte Fred Foster, Inhaber von Monument Records, Glen Campbell für eine Reihe von Aufnahmesessions mit dem Country-Soul-Sänger Arthur Alexander. Dabei entstanden die Stücke Show Me the Road, Turn Around (And Try Me), Baby This Baby That, Baby I Love You, In My Sorrow und I Want to Marry You mit Campbell an der Gitarre.

### Karriere

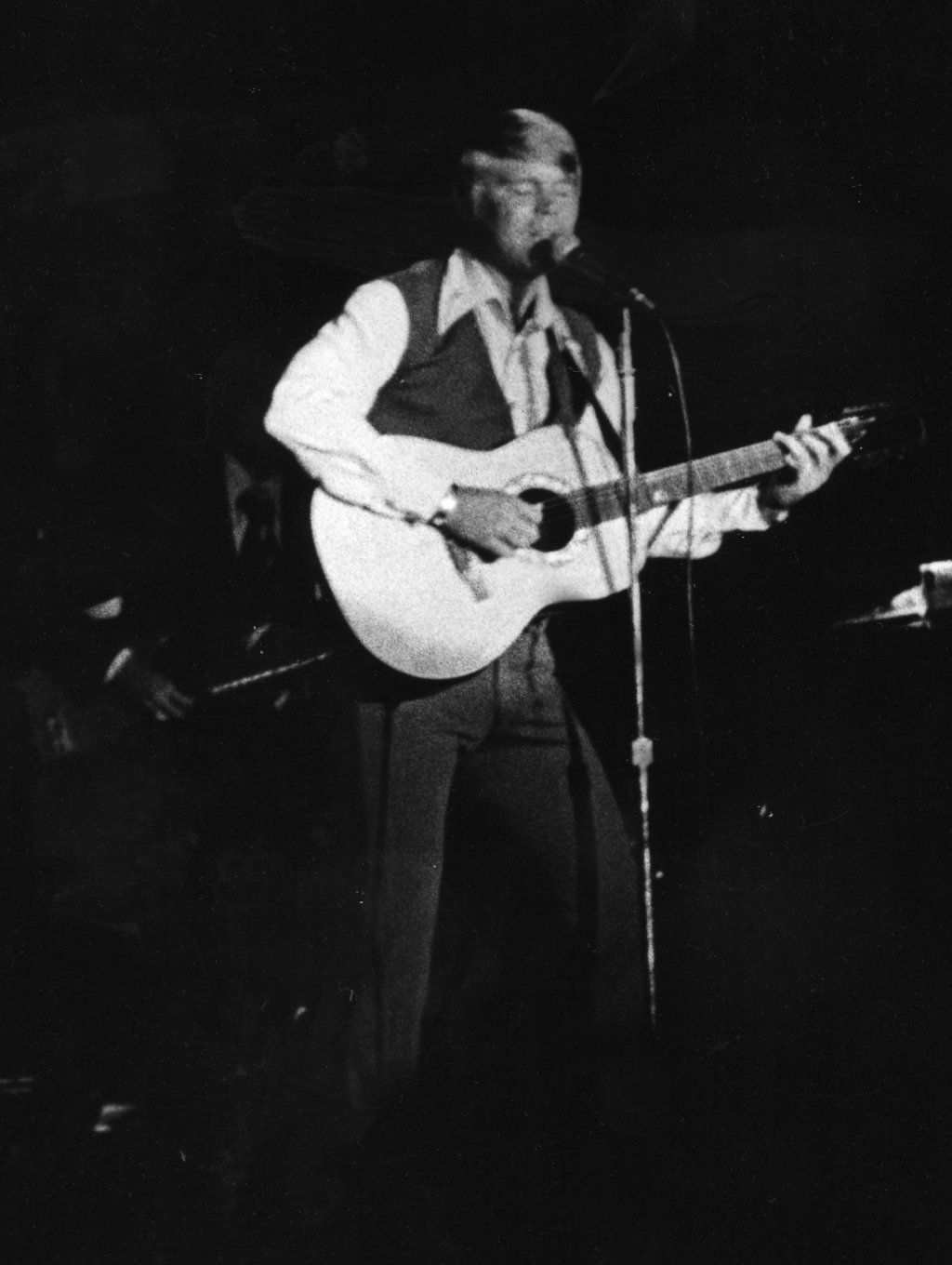
Glen Campbell (1970)

Erst 1968 stellte Campbell seine Arbeit als Studiomusiker ein und wandte sich einem eingängigen Country-Pop zu. In dieser Periode hatte er auch einige seiner größten Hits, die überwiegend aus der Feder von Jimmy Webb stammten. By the Time I Get to Phoenix, Wichita Lineman, Dreams of the Everyday Housewife und Galveston. Diese Songs machten ihn allgemein bekannt und etablierten Campbells eigenen Sound: „Klassische Streicherarrangements, melodische, klangvolle Gitarre, Mid-Tempo, mit einem Gefühl für Dynamik, aber auch diese gelassene, natürlich, warm klingende Stimme mit einem Hauch von Melancholie“.
Im selben Jahr wurde er Moderator der Smothers Brothers TV Show. Da er diese überzeugend leitete, erhielt er seine eigene Fernsehshow mit dem Titel The Glen Campbell Goodtime Hour. Diese lief einmal pro Woche von 1969 bis 1972. Ebenfalls 1969 übernahm Campbell eine der Hauptrollen im John-Wayne-Western Der Marshal als Texas Ranger. Er sang mit True Grit zudem das Titellied des Filmes, das eine Oscar-Nominierung als Bester Song erhielt. Auf dem Höhepunkt seiner Popularität erschien 1970 seine Biographie. Während der 1970er Jahre veröffentlichte Campbell eine Vielzahl an Singles, darunter auch die Hits Rhinestone Cowboy, Southern Nights und Sunflower. Nebenbei wirkte er in einigen weiteren Filmen mit.
In den späten 1970er Jahren ließ der kommerzielle Erfolg nach, Charterfolge blieben mit den neuen Stücken aus. Campbell fiel in Depressionen und begann Drogen zu konsumieren. Nach einem erfolgreichen Entzug gelang ihm 1989 ein Comeback. Mit Songs wie She’s Gone, Gone, Gone schaffte er es erneut in die Top-10 der Country-Charts. In den 1990er Jahren beschränkte er sich darauf, Konzerte zu spielen, und veröffentlichte kaum neues Material. Es erschien seine Autobiographie unter dem Titel Rhinestone Cowboy.

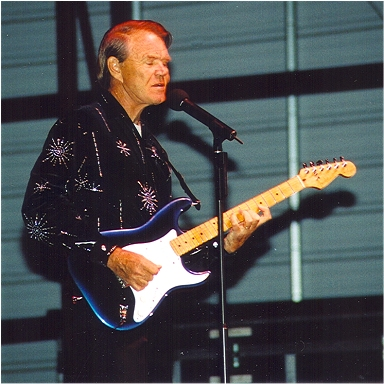
Glen Campbell (2004)

2002 erreichte Campbell mit einer Neuaufnahme seines Hits Rhinestone Cowboy, die vom englischen Dance-Produzentenduo Rikki & Daz produziert wurde, die Charts. Für negative Schlagzeilen sorgte er im Jahr darauf, als er angetrunken am Steuer seines Wagens angehalten und festgenommen wurde. 2008 meldete Campbell sich aus der musikalischen Abstinenz zurück. Mit dem Album Meet Glen Campbell, das im August auch in Deutschland veröffentlicht wurde, interpretierte er Songs von Rockbands wie Green Day und Foo Fighters. Gleichzeitig kehrte er zu seinem langjährigen Label Capitol Records zurück.
Im Februar 2011 kündigte Campbell sein letztes Studioalbum Ghost on the Canvas und für den Herbst eine Abschiedstournee an. Seine letzte Studioaufnahme, das Lied I’m Not Gonna Miss You, wurde 2014 zu der Filmbiografie Glen Campbell: I’ll Be Me veröffentlicht und mit einem Grammy für den besten Country-Song ausgezeichnet. Im Juni 2017 wurde sein letztes Album Adiós veröffentlicht, bestehend aus Aufnahmen, die 2012 und 2013 entstanden waren.

### Privatleben
Campbell war viermal verheiratet, zuletzt mit Kimberly Woollen, und Vater von acht Kindern. Im Juni 2011 wurde bekanntgegeben, dass man bei ihm Alzheimer diagnostiziert hatte. Die Krankheit zwang ihn schrittweise zum Rückzug aus der Öffentlichkeit. Seit April 2014 befand er sich in einer Pflegeeinrichtung in Nashville; an seine Karriere konnte er sich nicht mehr erinnern. Glen Campbell starb im August 2017 im Alter von 81 Jahren.

## Diskografie
Studioalben

| Jahr                        | Titel Musiklabel                                                             | Höchstplatzierung, Gesamtwochen, AuszeichnungChartplatzierungen (Jahr, Titel, Musiklabel, Platzierungen, Wochen, Auszeichnungen, Anmerkungen) | Höchstplatzierung, Gesamtwochen, AuszeichnungChartplatzierungen (Jahr, Titel, Musiklabel, Platzierungen, Wochen, Auszeichnungen, Anmerkungen) | Höchstplatzierung, Gesamtwochen, AuszeichnungChartplatzierungen (Jahr, Titel, Musiklabel, Platzierungen, Wochen, Auszeichnungen, Anmerkungen) | Anmerkungen |
| Jahr                        | Titel Musiklabel                                                             | DE | UK | US | Anmerkungen |
| --------------------------- | ---------------------------------------------------------------------------- | --- | --- | --- | --- |
| 1962                        | Big Bluegrass Special Capitol Records                                        | — | — | — | Erstveröffentlichung: November 1962 mit The Green River Boys                                                                               |
| 1963                        | Too Late to Worry – Too Blue to Cry Capitol Records                          | — | — | — | Erstveröffentlichung: April 1963 |
| 1964                        | The Astounding 12-String Guitar of Glen Campbell Capitol Records             | — | — | — | Erstveröffentlichung: März 1964 |
| 1965                        | The Big Bad Rock Guitar of Glen Campbell Capitol Records                     | — | — | — | Erstveröffentlichung: September 1964 |
| 1967                        | Burning Bridges Capitol Records                                              | — | — | — | Erstveröffentlichung: Juni 1967 |
| 1967                        | Gentle on My Mind Capitol Records                                            | — | — | US5 Platin · (75 Wo.)US | Erstveröffentlichung: August 1967 |
| 1967                        | By the Time I Get to Phoenix Capitol Records                                 | — | — | US15 Platin · (80 Wo.)US | Erstveröffentlichung: November 1967 Grammy (Album of the Year)                                                                             |
| 1968                        | Hey, Little One Capitol Records                                              | — | — | US26 Gold · (51 Wo.)US | Erstveröffentlichung: März 1968 |
| 1968                        | A New Place in the Sun Capitol Records                                       | — | — | US24 (33 Wo.)US | Erstveröffentlichung: Mai 1968 |
| 1968                        | Bobbie Gentry & Glen Campbell Capitol Records                                | — | UK50 (1 Wo.)UK | US11 Gold · (47 Wo.)US | Erstveröffentlichung: 16. September 1968 Charteintritt UK: Februar 1970 mit Bobbie Gentry                                                  |
| 1968                        | That Christmas Feeling Capitol Records                                       | — | — | US— GoldUS | Erstveröffentlichung: Oktober 1968 Weihnachtsalbum, Platz 1 der US-Christmas-Charts                                                        |
| 1968                        | Wichita Lineman Capitol Records                                              | — | — | US1 ×2Doppelplatin · (46 Wo.)US | Erstveröffentlichung: 4. November 1968 |
| 1969                        | Galveston Capitol Records                                                    | — | — | US2 Platin · (42 Wo.)US | Erstveröffentlichung: März 1969 |
| 1970                        | Try a Little Kindness Capitol Records                                        | — | UK28 (11 Wo.)UK | US12 Gold · (28 Wo.)US | Erstveröffentlichung: Januar 1970 |
| 1970                        | Oh Happy Day Capitol Records                                                 | — | — | US38 (19 Wo.)US | Erstveröffentlichung: April 1970 |
| 1970                        | The Glen Campbell Goodtime Album Capitol Records                             | — | UK16 (5 Wo.)UK | US27 (21 Wo.)US | Erstveröffentlichung: September 1970 |
| 1971                        | The Last Time I Saw Her Capitol Records                                      | — | — | US87 (9 Wo.)US | Erstveröffentlichung: Juli 1971 |
| 1971                        | Anne Murray / Glen Campbell Capitol Records                                  | — | — | US128 (8 Wo.)US | Erstveröffentlichung: November 1971 mit Anne Murray                                                                                        |
| 1972                        | Glen Travis Campbell Capitol Records                                         | — | — | US148 (13 Wo.)US | Erstveröffentlichung: Oktober 1972 |
| 1973                        | I Knew Jesus (Before He Was a Star) Capitol Records                          | — | — | US154 (6 Wo.)US | Erstveröffentlichung: Mai 1973 |
| 1973                        | I Remember Hank Williams Capitol Records                                     | — | — | — | Erstveröffentlichung: Oktober 1973 |
| 1974                        | Houston (I’m Comin’ to See You!) Capitol Records                             | — | — | US166 (5 Wo.)US | Erstveröffentlichung: April 1974 |
| 1974                        | Reunion (The Songs of Jimmy Webb) Capitol Records                            | — | — | US166 (5 Wo.)US | Erstveröffentlichung: Oktober 1974 |
| 1975                        | Ernie Sings and Glen Picks Capitol Records                                   | — | — | — | Erstveröffentlichung: Mai 1975 mit Tennessee Ernie Ford                                                                                    |
| 1975                        | Rhinestone Cowboy Capitol Records                                            | — | UK38 Gold · (8 Wo.)UK | US17 Gold · (30 Wo.)US | Erstveröffentlichung: Juli 1975 |
| 1976                        | Bloodline Capitol Records                                                    | — | — | US63 (9 Wo.)US | Erstveröffentlichung: April 1976 |
| 1977                        | Southern Nights Capitol Records                                              | — | UK51 (1 Wo.)UK | US22 Gold · (22 Wo.)US | Erstveröffentlichung: Februar 1977 |
| 1978                        | Basic Capitol Records                                                        | — | — | US164 (5 Wo.)US | Erstveröffentlichung: Oktober 1978 |
| 1979                        | Highwayman Capitol Records                                                   | — | — | — | Erstveröffentlichung: Oktober 1979 |
| 1980                        | Somethin’ ’Bout You Baby I Like Capitol Records                              | — | — | — | Erstveröffentlichung: Juni 1980 |
| 1981                        | It’s the World Gone Crazy Capitol Records                                    | — | — | US178 (3 Wo.)US | Erstveröffentlichung: Januar 1981 |
| 1982                        | Old Home Town Atlantic Records                                               | — | — | — | Erstveröffentlichung: September 1982 |
| 1984                        | Letter to Home Atlantic Records                                              | — | — | — | Erstveröffentlichung: Mai 1984 |
| 1985                        | No More Night Word Records                                                   | — | — | — | Erstveröffentlichung: 14. August 1985 |
| 1985                        | It’s Just a Matter of Time Atlantic Records                                  | — | — | — | Erstveröffentlichung: Oktober 1985 |
| 1987                        | Still within the Sound of My Voice MCA Nashville                             | — | — | — | Erstveröffentlichung: August 1987 |
| 1988                        | Light Years MCA Nashville                                                    | — | — | — | Erstveröffentlichung: August 1988 |
| 1989                        | Favorite Hymns Word Records                                                  | — | — | — | Erstveröffentlichung: 1989 |
| 1990                        | Walkin’ in the Sun Capitol Records                                           | — | — | — | Erstveröffentlichung: 17. April 1990 |
| 1991                        | Unconditional Love Liberty Records                                           | — | — | — | Erstveröffentlichung: 7. Januar 1991 |
| 1991                        | Show Me Your Way New Haven Records                                           | — | — | — | Erstveröffentlichung: 6. September 1991 |
| 1992                        | Wings of Victory New Haven Records                                           | — | — | — | Erstveröffentlichung: Juni 1992 |
| 1993                        | Somebody Like That Liberty Records                                           | — | — | — | Erstveröffentlichung: 9. Februar 1993 |
| 1993                        | Home for the Holidays New Haven Records                                      | — | — | — | Erstveröffentlichung: September 1993 |
| 1994                        | The Boy in Me New Haven Records                                              | — | — | — | Erstveröffentlichung: 15. April 1994 |
| 1995                        | Christmas with Glen Campbell Laserlight Records                              | — | — | — | Erstveröffentlichung: 19. September 1995                                                                                                   |
| 1998                        | A Glen Campbell Christmas TNN Classic Sessions                               | — | — | — | Erstveröffentlichung: Dezember 1998 |
| 1999                        | My Hits and Love Songs EMI Music                                             | — | UK50 (2 Wo.)UK | — | Erstveröffentlichung: 20. September 1999 Doppelalbum aus der Kompilation My Hits und dem Studioalbum Love Songs                            |
| 2004                        | Love Is the Answer: 24 Songs of Faith, Hope and Love Universal South Records | — | UK50 (2 Wo.)UK | — | Erstveröffentlichung: 8. Juni 2004 |
| 2008                        | Meet Glen Campbell Capitol Records                                           | — | UK54 Silber · (2 Wo.)UK | US155 (1 Wo.)US | Erstveröffentlichung: 19. August 2008 |
| 2011                        | Ghost on the Canvas Inertia                                                  | — | UK27 Silber · (8 Wo.)UK | US24 (4 Wo.)US | Erstveröffentlichung: 30. August 2011 |
| 2012                        | Glen Campbell and Jimmy Webb in Session Fantasy Records                      | — | UK27 (8 Wo.)UK | US24 (4 Wo.)US | Erstveröffentlichung: 25. September 2012 mit Jimmy Webb, aufgenommen 1988                                                                  |
| 2013                        | See You There Surfdog Records                                                | — | UK35 (2 Wo.)UK | US89 (1 Wo.)US | Erstveröffentlichung: 13. August 2013 |
| 2017                        | Adiós UME Direct                                                             | — | UK3 Gold · (19 Wo.)UK | US40 (5 Wo.)US | Erstveröffentlichung: 9. Juni 2017 |
| Posthume Veröffentlichungen |                                                                              | | | | |
|                             |                                                                              | | | | |
| 2018                        | Sings for the King UME Direct                                                | — | UK84 (1 Wo.)UK | — | Erstveröffentlichung: 16. November 2018 unveröffentlichte Aufnahmen, die Campbell zwischen 1964 und 1968 für Elvis Presley geschrieben hat |

## Auszeichnungen (Auswahl)
| Jahr | Org.   | Award                                         | Titel                         |
| ---- | ------ | --------------------------------------------- | ----------------------------- |
| 1967 | ACM    | Album of the Year                             | Gentle on My Mind             |
| 1967 | ACM    | Top Male Vocalist                             |                               |
| 1968 | ACM    | Album of the Year                             | Glen Campbell & Bobbie Gentry |
| 1968 | ACM    | Top Male Vocalist                             |                               |
| 1968 | CMA    | Entertainer of the Year                       |                               |
| 1968 | CMA    | Male Vocalist of the Year                     |                               |
| 1968 | Grammy | Best Contemporary Male Solo Vocal Performance | By the Time I Get to Phoenix  |
| 1968 | Grammy | Best Country & Western Recording              |                               |
| 1968 | Grammy | Best Male Country & Western Vocal Performance |                               |
| 1968 | Grammy | Best Male Vocal Performance                   | By the Time I Get to Phoenix  |
| 1975 | ACM    | Single of the Year                            | Rhinestone Cowboy             |
| 1975 | ACM    | Song of the Year                              | Rhinestone Cowboy             |
| 2015 | Grammy | Best Country Song                             | I’m Not Gonna Miss You        |

## Filmografie (Auswahl)
- 1967: The Cool Ones
- 1969: Der Marshal (True Grit)
- 1970: Norwood
- 1980: Mit Vollgas nach San Fernando (Any Which Way You Can)
- 1986: Uphill All the Way
- 1991: Rock a Doodle
- 2014: Glen Campbell: I’ll Be Me (Dokumentarfilm)

### Musikbeispiele
- Glen Campbell: Rhinestone Cowboy (Official Music Video) auf YouTube
- Glen Campbell: Sunflower auf YouTube
- Glen Campbell: Southern Nights auf YouTube